# ラッセ・オッテセン
ラッセ・オッテセン（Lasse Ottesen、1974年4月8日 - ）は、ノルウェー南東部アーケシュフース県Aurskog出身の元スキージャンプ選手。

## プロフィール
1991年にスキージャンプ・ワールドカップデビュー。
1992年アルベールビルオリンピックに出場しノーマルヒル、ラージヒルともに45位だった。
1994年、地元開催のリレハンメルオリンピックでノーマルヒル個人銀メダルを獲得。
1993/94シーズンのジャンプ週間で、オッテセンはチームメイトのエスペン・ブレーデセンが総合優勝争いにおいてドイツのイェンス・バイスフロクに勝つために悪名高き役割を演じた。
第4戦ビショフスホーフェンの2本目、最後のジャンプを前にバイスフロクは8ポイントのリードを持っていた。
最後のジャンプの飛躍順はブレーデセン－オッテセン－バイスフロクであった。
ブレーデセンは121.5mを飛び、バイスフロクが上回るには117m以上飛ぶことが必要となった。
ここでオッテセンは風の状況が悪くなるまで不当に長くスタートを引き伸ばした。
バイスフロクは113.5mに終わり総合優勝を逃す結果となり、後にこの不正に対して強い不満を表明した。
1995年、カナダ、サンダーベイでの世界選手権ではラージヒル個人で4位入賞している。
ワールドカップでの優勝は無く、2位が3回3位が6回ある。
また、スキーフライング世界選手権では5位に2度（1994年、1998年）入賞している。
2000/01シーズン限りで現役を引退し、ノルウェーノルディック複合チームのジャンプコーチに就任。2004年からUSAノルディック複合チームコーチを務め、2006年には同チーフコーチに就任した。